# Espai de Sitter
En física matemàtica, l'espai de Sitter n-dimensional (sovint denotat dSn) és una varietat Lorentziana màximament simètrica amb una curvatura escalar positiva constant. És el Lorentzian anàleg d'una n-esfera (amb la seva mètrica canònica de Riemann).
La principal aplicació de l'espai de Sitter és el seu ús en la relativitat general, on serveix com un dels models matemàtics més simples de l'univers coherent amb l'expansió accelerada observada de l'univers. Més concretament, l'espai de sitter és la solució al buit màxima simètrica de les equacions de camp d'Einstein amb una constant cosmològica positiva {\displaystyle \Lambda } (corresponent a una densitat d'energia positiva al buit i una pressió negativa).
L'espai de Sitter i l'espai anti-de Sitter reben el nom de Willem de Sitter (1872–1934), professor d'astronomia a la Universitat de Leiden i director de l'Observatori de Leiden. Willem deSitter i Albert Einstein van treballar estretament junts a Leiden als anys 20 sobre l'estructura espai-temps del nostre univers. L'espai de sitter també va ser descobert, de manera independent, i més o menys a la mateixa època, per Tullio Levi-Civita.

## Definició
A de L'espai de sitter es pot definir com una subvarietat d'un espai de Minkowski generalitzat d'una dimensió superior, inclosa la mètrica induïda. Prengui l'espai de Minkowski R1, n amb la mètrica estàndard: {\displaystyle ds^{2}=-dx_{0}^{2}+\sum _{i=1}^{n}dx_{i}^{2}.}El n -dimensional de L'espai sitter és la subvarietat descrita per l'hiperboloide d'un full {\displaystyle -x_{0}^{2}+\sum _{i=1}^{n}x_{i}^{2}=\alpha ^{2},} on {\displaystyle \alpha } és una constant diferent de zero i la seva dimensió és la de la longitud. La mètrica induïda sobre l'espai de Sitter induït per la mètrica ambiental de Minkowski. No és degenerat i té signatura lorentziana. (Si un substitueix {\displaystyle \alpha ^{2}} amb {\displaystyle -\alpha ^{2}} en la definició anterior, s'obté un hiperboloide de dues làmines. La mètrica induïda en aquest cas és positiu-definida, i cada full és una còpia de l'espai n hiperbòlic.
El de l'espai de Sitter també es pot definir com el quocient O(1, n) / O(1, n − 1) de dos grups ortogonals indefinits, la qual cosa demostra que és un espai simètric no riemannià.
Topològicament, dSn és R × Sn−1 (que està simplement connectat si n ≥ 3).

## Propietats
El grup d'isometria de l'espai de Sitter és el grup de Lorentz O(1, n). Per tant, la mètrica té n(n + 1)/2 camps vectorials Killing independents i és màxima simètrica. Tot espai màxim simètric té una curvatura constant. El tensor de curvatura de Riemann de De Sitter ve donat per
{\displaystyle R_{\rho \sigma \mu \nu }={1 \over \alpha ^{2}}\left(g_{\rho \mu }g_{\sigma \nu }-g_{\rho \nu }g_{\sigma \mu }\right)}
(utilitzant la convenció de signes {\displaystyle R^{\rho }{}_{\sigma \mu \nu }=\partial _{\mu }\Gamma _{\nu \sigma }^{\rho }-\partial _{\nu }\Gamma _{\mu \sigma }^{\rho }+\Gamma _{\mu \lambda }^{\rho }\Gamma _{\nu \sigma }^{\lambda }-\Gamma _{\nu \lambda }^{\rho }\Gamma _{\mu \sigma }^{\lambda }} per al tensor de curvatura de Riemann). L'espai de Sitter és una varietat d'Einstein ja que el tensor de Ricci és proporcional a la mètrica:
{\displaystyle R_{\mu \nu }=R^{\lambda }{}_{\mu \lambda \nu }={\frac {n-1}{\alpha ^{2}}}g_{\mu \nu }}
Això vol dir l'espai de Sitter és una solució al buit de l'equació d'Einstein amb constant cosmològica donada per
{\displaystyle \Lambda ={\frac {(n-1)(n-2)}{2\alpha ^{2}}}.}
La curvatura escalar de l'espai Sitter ve donat per
{\displaystyle R={\frac {n(n-1)}{\alpha ^{2}}}={\frac {2n}{n-2}}\Lambda .}
Per al cas n = 4, tenim Λ = 3/α2 i R = 4Λ = 12/α2.